# BRUSA Agreement
BRUSA Agreement (deutsch „BRUSA-Abkommen“), Abkürzung für Britain–United States of America agreement, war ein während des Zweiten Weltkriegs zwischen dem Vereinigten Königreich (hier BR) und den Vereinigten Staaten von Amerika (USA) geschlossener bilateraler Vertrag.
Damit vereinbarten sie eine enge Zusammenarbeit bei der Kryptanalyse, der Entzifferung und Auswertung von Codes und Chiffren der Achsenmächte. Der Vertrag wurde am 17. Mai 1943 vom US War Department mit der britischen Government Code and Cypher School (GC&CS) geschlossen. So wurde die Kooperation der beiden Alliierten auf kryptologischem Gebiet weiter gestärkt und der Austausch von kriegswichtigen Nachrichten und geheimen Informationen (SIGINT) wesentlich erleichtert. Diese trugen den Decknamen Ultra. Der Vertrag regelte insbesondere:
- eine vollständige Kooperation zwischen der GC&CS und OP‑20‑G bezüglich der deutschen Enigma-M4 (alliierter Deckname Shark),

- die Federführung gegen japanische Verfahren durch die US Navy und

- die Übersendung der Ergebnisse aus der Funkaufklärung der japanischen Marinekommunikation von der US Navy an die GC&CS.[2]

Vorläufer des BRUSA-Abkommens war das sogenannte Holden Agreement, ein Vertrag der vorab zwischen der US Navy und der GC&CS geschlossen worden war. Er war am 2. Oktober 1942 auf amerikanischer Seite von Captain Carl F. Holden (1895–1953), dem Director of Naval Communications, unterzeichnet worden.
Ein weiteres BRUSA Agreement wurde am 14. Januar 1944 zwischen der US Navy und der GC&CS geschlossen. Obwohl sein Titel Collaboration […] on Japanese and German Projects lautete, ging es hierbei im Wesentlichen nur um japanische Verschlüsselungen.
Ihm folgte am 23. Oktober 1944 ein weiteres Abkommen zwischen der GC&CS und Op‑20‑G über die Zusammenarbeit bezüglich japanischer „Aufgaben.“
Nach dem Zweiten Weltkrieg, ab 1946, folgte eine Reihe von weiteren Verträgen mit dem Ziel einer besonders engen Zusammenarbeit der Geheimdienste des Vereinigten Königreichs (United Kingdom, kurz UK) und der Vereinigten Staaten (USA), die in der umfassenden UKUSA-Vereinbarung mündeten. Noch heute gibt es die special relationship als Ausdruck der „besonderen Beziehungen“ zwischen dem Vereinigten Königreich und den Vereinigten Staaten.